# Collobrières
Collobrières è un comune francese di 1 925 abitanti situato nel dipartimento del Var della regione della Provenza-Alpi-Costa Azzurra.

## Storia
L'insediamento risale al XII secolo. Sono tracce dell'epoca un ponte in pietra e le rovine della chiesa di Saint-Pons.
Il borgo diede i natali al pittore Joseph Camille Acosta (1864-1923).

## Società

### Evoluzione demografica
Abitanti censiti